# Thorellina acuminata
Thorellina acuminata là một loài nhện trong họ Araneidae.
Loài này thuộc chi Thorellina. Thorellina acuminata được Tord Tamerlan Teodor Thorell miêu tả năm 1898.